# Jim Cummins
James Stephen "Jim" Cummins, född 15 maj 1970, är en amerikansk före detta professionell ishockeyforward som tillbringade tolv säsonger i den nordamerikanska ishockeyligan National Hockey League (NHL), där han spelade för Detroit Red Wings, Philadelphia Flyers, Tampa Bay Lightning, Chicago Blackhawks, Phoenix Coyotes, Montreal Canadiens, Mighty Ducks of Anaheim, New York Islanders och Colorado Avalanche. Han producerade 60 poäng (24 mål och 36 assists) samt drog på sig 1 538 utvisningsminuter på 511 grundspelsmatcher.
Han har tidigare spelat för Adirondack Red Wings, Hershey Bears och Cincinnati Mighty Ducks i American Hockey League (AHL); Atlanta Knights i International Hockey League (IHL); Michigan State Spartans i National Collegiate Athletic Association (NCAA) samt Compuware Ambassadors i North American Hockey League (NAHL).
Cummins draftades av New York Rangers i fjärde rundan i 1989 års draft som 67:e spelare totalt.
Han var en enforcer (slagskämpe) under sin NHL-karriär.
Sedan 2011 är Cummins talangscout för Calgary Flames.

## Statistik
| Källa: Utv = Utvisningsminuter | Källa: Utv = Utvisningsminuter | Källa: Utv = Utvisningsminuter |             | Grundserie  | Grundserie  | Grundserie  | Grundserie  | Grundserie  |             | Slutspel    | Slutspel    | Slutspel    | Slutspel    | Slutspel |
| Säsong                         | Lag                            | Liga                           | Matcher     | Mål         | Assist      | Poäng       | Utv         | Matcher     | Mål         | Assist      | Poäng       | Utv         |             |          |
| ------------------------------ | ------------------------------ | ------------------------------ | ----------- | ----------- | ----------- | ----------- | ----------- | ----------- | ----------- | ----------- | ----------- | ----------- | ----------- | -------- |
| 1987–1988                      | Compuware Ambassadors          | NAHL                           | 31          | 11          | 15          | 26          | 136         | —           | —           | —           | —           | —           |             |          |
| 1988–1989                      | Michigan State Spartans        | NCAA                           | 36          | 3           | 9           | 12          | 100         | —           | —           | —           | —           | —           |             |          |
| 1989–1990                      | Michigan State Spartans        | NCAA                           | 41          | 8           | 7           | 15          | 94          | —           | —           | —           | —           | —           |             |          |
| 1990–1991                      | Michigan State Spartans        | NCAA                           | 34          | 9           | 6           | 15          | 110         | —           | —           | —           | —           | —           |             |          |
| 1991–1992                      | Detroit Red Wings              | NHL                            | 1           | 0           | 0           | 0           | 7           | —           | —           | —           | —           | —           |             |          |
|                                | Adirondack Red Wings           | AHL                            | 65          | 7           | 13          | 20          | 338         | 5           | 0           | 0           | 0           | 19          |             |          |
| 1992–1993                      | Detroit Red Wings              | NHL                            | 7           | 1           | 1           | 2           | 58          | —           | —           | —           | —           | —           |             |          |
|                                | Adirondack Red Wings           | AHL                            | 43          | 16          | 4           | 20          | 179         | 9           | 3           | 1           | 4           | 4           |             |          |
| 1993–1994                      | Philadelphia Flyers            | NHL                            | 22          | 1           | 2           | 3           | 71          | —           | —           | —           | —           | —           |             |          |
|                                | Hershey Bears                  | AHL                            | 17          | 6           | 6           | 12          | 70          | —           | —           | —           | —           | —           |             |          |
|                                | Tampa Bay Lightning            | NHL                            | 4           | 0           | 0           | 0           | 13          | —           | —           | —           | —           | —           |             |          |
|                                | Atlanta Knights                | IHL                            | 7           | 4           | 5           | 9           | 14          | 13          | 1           | 2           | 3           | 90          |             |          |
| 1994–1995                      | Tampa Bay Lightning            | NHL                            | 10          | 1           | 0           | 1           | 41          | —           | —           | —           | —           | —           |             |          |
|                                | Chicago Blackhawks             | NHL                            | 27          | 3           | 1           | 4           | 117         | 14          | 1           | 1           | 2           | 4           |             |          |
| 1995–1996                      | Chicago Blackhawks             | NHL                            | 52          | 2           | 4           | 6           | 180         | 10          | 0           | 0           | 0           | 2           |             |          |
| 1996–1997                      | Chicago Blackhawks             | NHL                            | 65          | 6           | 6           | 12          | 199         | 6           | 0           | 0           | 0           | 24          |             |          |
| 1997–1998                      | Chicago Blackhawks             | NHL                            | 55          | 0           | 2           | 2           | 178         | —           | —           | —           | —           | —           |             |          |
|                                | Phoenix Coyotes                | NHL                            | 20          | 0           | 0           | 0           | 47          | 3           | 0           | 0           | 0           | 4           |             |          |
| 1998–1999                      | Phoenix Coyotes                | NHL                            | 55          | 1           | 7           | 8           | 190         | 3           | 0           | 1           | 1           | 0           |             |          |
| 1999–2000                      | Montreal Canadiens             | NHL                            | 47          | 3           | 5           | 8           | 92          | —           | —           | —           | —           | —           |             |          |
| 2000–2001                      | Mighty Ducks of Anaheim        | NHL                            | 79          | 5           | 6           | 11          | 167         | —           | —           | —           | —           | —           |             |          |
| 2001–2002                      | Mighty Ducks of Anaheim        | NHL                            | 2           | 0           | 0           | 0           | 0           | —           | —           | —           | —           | —           |             |          |
|                                | New York Islanders             | NHL                            | 10          | 0           | 0           | 0           | 31          | 1           | 0           | 0           | 0           | 9           |             |          |
|                                | Cincinnati Mighty Ducks        | AHL                            | 11          | 1           | 4           | 5           | 39          | —           | —           | —           | —           | —           |             |          |
| 2002–2003                      | Spelade ej.                    | Spelade ej.                    | Spelade ej. | Spelade ej. | Spelade ej. | Spelade ej. | Spelade ej. | Spelade ej. | Spelade ej. | Spelade ej. | Spelade ej. | Spelade ej. | Spelade ej. |          |
| 2003–2004                      | Colorado Avalanche             | NHL                            | 55          | 1           | 2           | 3           | 147         | —           | —           | —           | —           | —           |             |          |
| NHL totalt                     | NHL totalt                     | NHL totalt                     | 511         | 24          | 36          | 60          | 1538        | 37          | 1           | 2           | 3           | 43          |             |          |
| AHL totalt                     | AHL totalt                     | AHL totalt                     | 136         | 30          | 27          | 57          | 626         | 14          | 3           | 1           | 4           | 23          |             |          |
| NCAA totalt                    | NCAA totalt                    | NCAA totalt                    | 111         | 20          | 22          | 42          | 304         | —           | —           | —           | —           | —           |             |          |